# Verboveț, Lanivți
Verboveț (în ucraineană Вербовець) este o comună în raionul Lanivți, regiunea Ternopil, Ucraina, formată numai din satul de reședință.

## Demografie
Componența lingvistică a comunei Verboveț
     Ucraineană (99,09%)
     Alte limbi (0,91%)
Conform recensământului din 2001, majoritatea populației comunei Verboveț era vorbitoare de ucraineană (99,09%), existând în minoritate și vorbitori de alte limbi.